# Thomas Hyde Villiers
Pour les articles homonymes, voir Hyde et Villiers.
Thomas Hyde Villiers (24 janvier 1801 - 3 décembre 1832) est un homme politique britannique de la famille Villiers. Il est député de Hedon de 1826 à 1830, de Wootton Bassett en 1830 et de Bletchingley de 1831 à 1832. Il exerce les fonctions de secrétaire du conseil de contrôle de 1831 à 1832.

## Jeunesse
Il est le deuxième fils de l'hon. George Villiers (troisième fils de Thomas Villiers). George Villiers est leur fils aîné, Charles Pelham Villiers leur troisième fils, et Henry Montagu Villiers, leur cinquième fils.
Thomas Villiers fait ses études à la maison; il est ensuite envoyé avec son frère aîné au St John's College, à Cambridge . Là, il rencontre Charles Austin, Edward Strutt, John Romilly, Thomas Babington Macaulay et d’autres, pour la plupart disciples de Jeremy Bentham. En 1822, il obtient son diplôme de BA et en 1825, il poursuit par la maîtrise. Après avoir obtenu son diplôme en 1822, il entre au bureau des colonies où Sir Henry Taylor devient au début de 1824 son subordonné, puis un ami proche. Les frères vivent au début de leur vie avec leurs parents dans une partie de la Kent House à Knightsbridge, mais à partir de 1825, Thomas Hyde Villiers et Taylor partagent une maison dans Suffolk Street.

## Carrière politique
Villiers rejoint en 1825 un club de discussion appelé "The Academics", où plusieurs de ses amis universitaires et John Stuart Mill discutent de sujets politiques et économiques. Un de ses discours, sur la colonisation, attire l'attention du chancelier de l'échiquier. Peu de temps après, Villiers abandonne le service public pour se lancer en politique. À ce moment-là, sa principale source de revenus provient des agences de Berbice et de Terre-Neuve.
Aux élections générales de juin 1826, il est élu au parlement pour l'arrondissement de Hedon, dans le Yorkshire, et siège jusqu'à sa dissolution, en 1830. En 1830 et 1831, il siège respectivement pour Wootton Bassett (un arrondissement familial) et Bletchingley et vote pour le projet de loi de réforme de 1832.
Entre 1825 et 1828, Villiers et Robert Wilmot-Horton écrivent, sous le pseudonyme de «Vindex», des articles au journal Star dans lesquels ils réfutent les objections que d'autres ont formulées à l'égard de l'analyse de l'esclavage faite par Thomas Moody, commissaire parlementaire sur l'esclavage des Indes occidentales, et défend le personnage de Moody .
Villiers voyage en Irlande en 1828 et expose ses vues dans de longues lettres à Taylor. Une lettre écrite par lui en février 1829 est montrée à Richard Lalor Sheil (en), qui provoque ensuite la suppression de l'Association catholique. Il suggère en 1831 la création de la commission qui jette les bases de la nouvelle loi sur les pauvres et facilite ses enquêtes préliminaires. Le 18 mai 1831, il devient secrétaire du conseil de contrôle sous Charles Grant. Plus tard dans l'année (2 novembre 1831), Villiers et Taylor entrent comme étudiants au Lincoln's Inn. Le 22 août 1831, il prononce un long discours à la Chambre des communes sur le traité de Methuen avec le Portugal . Les comités des affaires indiennes ont été organisés par Villiers, avec l'aide de Lord Althorp. Le renouvellement de la charte de la Compagnie des Indes orientales l'occupe à cette époque.

## Famille
Villiers épouse Charlotte Harte et ont deux enfants: le révérend Charles Lawrence Villiers (1830 - 15 octobre 1893), recteur de la paroisse de Croft dans le Yorkshire  et Gertrude Villiers (1er août 1834 - 2 juillet 1896)  qui épousa en 1853 le révérend William Frederick Bickmore.
Au moment de sa mort, Villiers est candidat dans les circonscriptions de Penryn et Falmouth, en Cornouailles. Après trois mois d'abcès à la tête, il meurt le 3 décembre 1832 à Carclew, siège de sir Charles Lemon, près de Penryn, où il séjournait. Un monument est placé à sa mémoire dans l'église de Mylor.